# USS Wilkes (DD-441)
«Вілкс» (англ. USS Wilkes (DD-441) — військовий корабель, ескадрений міноносець типу «Глівз» військово-морських сил США за часів Другої світової війни.
Есмінець брав участь у бойових діях на морі в Другій світовій війні, бився в Північній Атлантиці та в Середземному морі, супроводжував атлантичні конвої. За бойові заслуги в ході війни корабель відзначений десятьма бойовими зірками.

## Історія створення
«Вілкс» був закладений 1 листопада 1939 року на верфі компанії Boston Navy Yard у Бостоні, в штаті Массачусетс, де 31 травня 1940 року корабель спустили на воду. 22 квітня 1941 року він увійшов до складу ВМС США.

## Історія служби
1 січня 1942 року есмінець вийшов у море і наступного дня прибув до затоки Каско, штат Мен, де проводив навчальні походи. 5 січня «Вілкс» вийшов із затоки Каско разом з «Медісоном», «Ропером» і «Стертевантом», прямуючи до військово-морської бази Арджентія, у Ньюфаундленді. 10 січня «Вілкс» зустрівся з конвоєм HX 169, супроводжуючи його протягом наступних восьми днів до пункту призначення. 18 січня його змінили і він взяв курс до Північної Ірландії разом з «Медісоном», «Ропером» і «Стертевантом». Через три дні кораблі пришвартувалися в Деррі. 25 січня «Вілкс» вийшов у море і невдовзі зв'язався з конвоєм ON 59, зайнявши визначену позицію та змінивши британські ескортні кораблі. Він прибув до Бостона 8 лютого.
12 лютого 1942 року «Вілкс» отримав наказ вирушити з Бостона до бухти Каско в затоці Мен у супроводі «Тракстана» та «Поллукса». «Тракстан» затримався, тому «Вілкс» вирушив далі та зустрівся з «Поллуксом» згідно з розкладом 15 лютого; «Тракстан» приєднався наступного дня.
8 листопада 1942 року «Вілкс» брав участь в рейді на Федалу у Французькому Марокко, та у подальшій морській битві біля Касабланки. Діючи у складі 34-ї оперативної групи флоту (TF 34), він був визначений як корабель управління на першому етапі битви та як корабель вогневої підтримки наземних військ на другому.
Наступного дня, відходячи від мису Федала, «Вілкс» помітив французький есмінець, що виходив з Касабланки. Він залишив свою патрульну позицію та вирушив до ворожого корабля. Однак французька берегова батарея на Пуент-д'Укаш відкрила вогонь, і «Вілкс» був змушений припинити переслідування, оскільки есмінець відступив назад до Касабланки.
11 листопада есмінець «Вілкс» отримав звістку про капітуляцію французького гарнізону в Касабланці; після чого есмінець відновив патрулювання району навколо якірної стоянки конвою. О 19:58 стався вибух у районі суден конвою; а через хвилину танкер «Вінускі» повідомив про торпедування. О 20:00 «Джозеф Гьюз» повідомив про таку ж долю та затонув менш ніж за годину. Ескадрений міноносець «Бристоль» помітив слід на воді від перископу та вогнем з бортових артилерійських систем, а також глибинними бомбами атакував невідому субмарину.
7 січня 1944 року «Вілкс» вирушив до зони каналу разом зі «Свенсоном» та «Маршаллом», які пройшли каналом і прибули до Бальбоа 12 січня. Через тиждень «Вілкс» супроводжував десантно-транспортне судно SS Mormacdove з військами через Галапагоські острови, Бора-Бора та Нумеа до затоки Мілн на Новій Гвінеї, куди вони прибули 20 лютого 1944 року. Через п'ять днів есмінець вирушив до мису Глостер, Нова Британія, зустрівся з конвоєм LST по дорозі та супроводжував його до затоки Борген, мису Глостер, острова Мегін, мису Кретін та островів Тамі.
3 березня 1944 року «Вілкс» вийшов з якірної стоянки в затоці Оро, Буна, Нова Гвінея, з військами американської армії разом зі спорядженням на борту, в море разом з вісьмома іншими есмінцями та трьома швидкісними транспортами, відпливши до острова Лос-Негрос, що входив до складу групи Адміралтейства, щоб доставити підрозділи 1-ї кавалерійської дивізії, які тоді утримували плацдарм.